# Guillaume Ier de Valence
Guillaume Ier de Valence (v. 1227-mai 1296), est un cadet de la maison de Lusignan, membre de la haute aristocratie féodale poitevine et anglaise. Il fut seigneur de Bellac, Rancon, Champagnac (1246-1276) et Montignac. Il devient, par mariage avec Jeanne de Montchenu, seigneur de Wexford (Irlande) et comte de Pembroke (Pays de Galles) en 1247 jusqu'à sa mort. En juin 1274, il achète à Foucher de Villebois la châtellenie de Neuvicq.

## Biographie

### Famille
Guillaume de Valence est le quatrième et avant dernier fils d'Hugues X de Lusignan (v. 1182-1249), comte de la Marche, et d'Isabelle Taillefer (v. 1188/1192-1246), comtesse d'Angoulême (suo jure) et reine consort d'Angleterre, veuve du roi Jean sans Terre (1166-1216). Guillaume est de ce fait le frère utérin du roi Henri III d'Angleterre (1207-1272) et de Richard de Cornouailles (1209-1272), roi des Romains.
Son frère aînée, Hugues XI le Brun (v. 1221-1250) est seigneur de Lusignan, comte de la Marche (1249-1250) et d'Angoulême (1246-1250). Il décède à la bataille de Fariskur lors de septième croisade. Ses frères, Guy et Geoffroy, participent activement à la vie politique anglaise, et son cadet, Aymar, (1228-1260) devient évêque de Winchester (1250-1260) en Angleterre.

#### Sous-lignage
Guillaume est le fondateur du sous-lignage, de Valence de la maison de Lusignan.

#### Homonyme
Guillaume Ier de Valence (v. 1227-1296), comte de Pembroke, ne doit pas être confondu avec :
1. Guillaume de Valence (av. 1171-ap. 1216), prêtre[8] ;
2. Guillaume de Valence (v. 1200-1230), seigneur de Soubise[9], membre du sous-lignage de Vouvant[10] ;
3. avec son fils Guillaume II de Valence (av. 1257-1282), seigneur de Montignac ; tous membre de la maison de Lusignan[11],[12].

### Comte de Pembroke
Après la bataille de Taillebourg en 1242, qui met en difficulté son père Hugues X de Lusignan et l'ensemble du réseau familial poitevin, Henri III l'invite en 1247 à le rejoindre en Angleterre avec ses frères Guy et Aymar et sa plus jeune sœur Alix. Ils débarquent à Douvres au printemps 1247 et s'installent à la cour royale. Le souverain anglais se charge aussitôt d'assurer leur avenir : Alix épouse très rapidement le jeune comte de Surrey, Jean de Warenne. Quant à Guillaume, il épouse le 13 août Jeanne de Montchenu, dernière descendante et cohéritière du premier comte de Pembroke, Guillaume le Maréchal. En devenant ainsi comte de Pembroke et seigneur de Wexford, Guillaume devient l'un des plus puissants barons d'Angleterre.

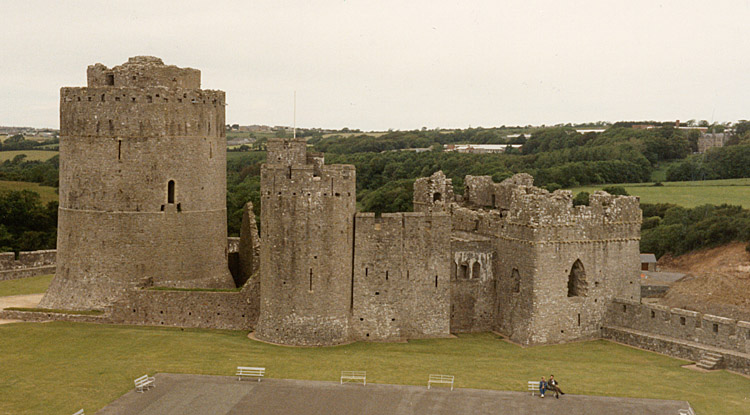
Château de Pembroke

### La Seconde guerre des Barons
Les faveurs dont l'entoure Henri III attisent l'animosité des barons anglais, en particulier de Simon V de Montfort, comte de Leicester. Ce dernier s'oppose de plus aux provisions d'Oxford (prise de contrôle du royaume par les barons). En 1258, Guillaume se réfugie, avec Geoffroy de Lusignan, le prince Edouard et son-beau-frère, Jean de Warrenne, dans son château de Wolvesey, proche de Winchester,, où ils sont assiégés par les barons. Par la suite, ces derniers imposent au roi l'exil de ses demi-frères qui optent pour un repli en France,.
Guillaume retourne en Angleterre en janvier 1261 à condition qu'il prête serment d'obéir aux provisions des barons. Pendant la Seconde Guerre des Barons, les frères Lusignan soutiennent Henri III face à Simon de Montfort.
Lors de la bataille de Lewes, le 14 mai 1264, Guillaume et son frère Guy sont aux côtés du roi contre les barons menés par Simon V de Montfort. 15 mai, ils réussissent à s'extraire du champ de bataille après une défaite dévastatrice pour le camp royaliste. Après la défaite, Guillaume et Jean de Warenne se réfugient à Pembroke, d'où ils rassemblent des forces qui permettent la victoire à la bataille d'Evesham, le 4 août 1265.

### Sous le règneÉdouardIer
Après la victoire des partisans du roi, il suit le futur Édouard Ier d'Angleterre à la neuvième croisade en 1270. En 1282, le château de Pembroke sert de base à la conquête du nord du Pays de Galles. Il fait également partie de la suite du roi en 1291 quand celui-ci se rend en Écosse pour régler la question de la succession du trône après la mort d'Alexandre III d'Écosse.

### Décès et sépulture
Guillaume participe à une campagne militaire en Gascogne. Il débarque avec un contingent, en mars 1296, sur l'estuaire de la Gironde. Après plusieurs combats proches de Saint-Macaire, les troupes anglaises se retirent en direction de Bayonne. Guillaume de Valence décède en mai à Bayonne,. Son épitaphe indique qu'il aurait été tué par sa propre épée. Son corps est rapatrié en Angleterre où il est inhumé, le 13 juin 1296, dans l'abbaye de Westminster.

## Mariage et descendance

### Jeanne de Montchenu
Jeanne (av. 1234-av. 20 sept. 1307) est le seul enfant survivant du mariage de Garin de Montchenu (v. 1195-1255), seigneur de Swanscombe dans le Kent, et de Jeanne le Maréchal (v. 1210-1234), la plus jeune des filles du célèbre Guillaume le Maréchal (v. 1146-1219), 1er comte de Pembroke, et considéré par ses contemporains comme « le meilleur chevalier du monde ». Après le décès de sa mère, son père se remarie en 1234 avec Denise d'Anesty (♰ av. 1304). Jeanne et son frère Jean (♰ juin 1247) sont élevés par leur belle-mère. Jeanne a également un demi-frère cadet, Guillaume (v. 1235-1287), issu du second mariage de son père avec Denise.
Guillaume de Valence épouse Jeanne de Montchenu le 13 août 1247.

### Postérité
De son union avec Jeanne de Montchenu naissent sept enfants :
- Agnès de Valence (av. 1254-juin 1310). Elle épouse successivement :

1. Maurice III FitzGérald (av. 1243-1268), seigneur d'Offaly, dont elle a :
  - Gérald III FitzMaurice (av. 1268-1287), seigneur d'Offaly.
2. Hugues de Bailleul (v. 1237-av. 10 avr. 1271), seigneur de Bywell, sans postérité ;
3. Jean d'Avesnes (v. 1250-18 fév. 1283), seigneur de Beaumont, dont elle a trois enfants :
  - Jean d'Avesnes (ap. 1271-1297) ;
  - Baudouin d'Avesnes (ap. 1272-1299), seigneur de Beaumont ;
  - Félicité d'Avesnes (ap. 1273-1282).

- Jean de Valence (juin 1255-janv. 1277) ;
- Guillaume II de Valence (av. 1257-16 juin 1282), seigneur de Montignac et de Rancon. Il périt lors de la  bataille de Llandeilo Fawr[34] ;
- Isabelle de Valence (v. 1263-5 oct. 1305), mariée à Jean II de Hastings (1262-1313), 1er baron Hastings. Leur petit-fils Lawrence Hastings sera comte de Pembroke après Aymar ;
  - Guillaume de Hastings (4 oct. 1282-1er mars 1311) ;
  - Jean III de Hastings (29 sept. 1286-20 janv. 1325) ;
  - Elisabeth de Hastings (ap. 1286-6 mars 1353) ;
  - Jeanne de Hastings (ap. 1286-1307).
- Marguerite de Valence (v. 1264-24 mars av. 1277) ;
- Aymar de Valence (v. 1271-23 juin 1324), seigneur de Bellac, de Montignac, de Rancon, de Champagnac, de Neuvicq, comte de Pembroke et de Wexford. Il est nommé capitaine du roi d'Ecosse et est qualifié "gardien de l'Ecosse" en 1307. Il est marié en premières noces à Béatrix de Clermont-Nesle (av. 1284-av. 14 sept. 1320). Il se remarie avec Marie de Châtillon-Saint-Pol (v. 1300-16 mars 1377) ;
- Jeanne de Valence (av. 1280-ap. 1302), mariée à Jean III Comyn  le Rouge (av. 1277-10 fév. 1306), seigneur de Badenoch. Dont postérité.

## Sceaux et armoiries

### Sceau [1248]
Avers : Rond, 60 mm,,,,,,.
Description : Type équestre de chasse, à droite. Le cheval au galop. Le personnage, vêtu d'une cotte, tient de la main gauche les rênes de sa monture, et de la droite, un petit chien sur la croupe du cheval.
Légende : ✠ SIGILL..... COM.....
Contre-sceau : Rond,,,,,,.
Description : Écu burelé de quinze pièces au lambel de cinq pendants, chargés chacun de trois lions rampants, entouré de rinceaux.
Légende :.....DOMIN......

### Sceau [1266]
Avers : Rond, 44 mm,.
Description : Écu burelé de seize pièces chargé de neuf merlettes posées en orle, suspendu par une lanière à un bâton ou à une masse, entre deux rinceaux. Un rinceau et des fleurs de chaque côté de l'écu.
Légende : ✠ SIGILLVM • GVILERMI • DE ⠅VALENTIA • DOMINI PENBROCHIE
Légende transcrite : Siggilum Guillermi de Valantia domini Penbrochie

### Sceau [1267-1296]
Avers : Rond, 35 mm,,,,.
Description : Écu burelé de quatorze pièces chargé de huit merlettes disposées en orle, sur champ de rinceaux.
Légende : ✠ SIGILL' • GVILL'I • DE • VALANCE ⠅
Légende transcrite : Siggilum Guillermi de Valance

### Armoiries [1247]
| Blason | Blasonnement : Écu d'argent à sept burelles d'azur, brisé d'un lambel à cinq pendants de gueules chargé de trois lionceaux arrêtés d'or Commentaires : Blason de Guillaume Ier de Valence, d'après un dessin de Matthieu Paris au XIIIe siècle. |

Armes peintes de Guillaume de Valence, seigneur de Pembroke à l'occasion de son adoubement en 1247,.

### Armoiries [1248]
| Blason | Blasonnement : Écu d'argent à sept burelles d'azur, brisé d'un lambel à cinq pendants de gueules chargé de trois lionceaux rampants d'argent Commentaires : Blason de Guillaume Ier de Valence, chevalier, d'après l'empreinte d'un contre-sceau de 1248. |

Références,,,,,,

### Armoiries v. [1253]
| Blason | Blasonnement : Écu d'argent à cinq burelles d'azur chargé de quatorze merlettes de gueules posées en orle Commentaires : Blason de Guillaume Ier de Valence, d'après l'Armorial Glover (v. 1253). |

L'armorial Glover est la plus ancienne attestation du changement d'armes adoptées par Guillaume de Valence qui abandonne le lambel chargé de trois lionceaux pour une orle de merlettes,.

### Armoiries [1266]
| Blason | Blasonnement : Écu burelé d'argent et d'azur de seize pièces chargé de neuf merlettes de gueules posées en orle Commentaires : Blason de Guillaume Ier de Valence, seigneur de Pembroke, d'après l'empreinte d'un sceau de 1266. |

Références,

### Armoiries [1267-1296]
| Blason | Blasonnement : Écu burelé d'argent et d'azur de quatorze pièces chargé de huit merlettes de gueules posées en orle, 3, 2, 2 et 1 Commentaires : Blason de Guillaume Ier de Valence, d'après les empreintes d'un sceau entre 1267 et 1296. |

Références,,,,

### Armoiries [v. 1273-1274]
| Blason | Blasonnement : Écu burelé d'argent et d'azur de douze pièces, chargé de neuf merlettes de gueules posées en orle, 4, 2, 2 et 1 Commentaires : Blason de Guillaume Ier de Valence selon son gisant, fin du XIIIe siècle, abbaye de Westminster. |

Référence

### Armoiries [v. 1285]
| Blason | Blasonnement : Écu burelé d'argent et d'azur de quatorze pièces, chargé de neuf merlettes de gueules posées en orle, 4, 2, 2 et 1 Commentaires : Blason de Guillaume Ier de Valence, comte de Pembroke, d'après l'Armorial Charles (v. 1285). |

Références,,.

### Sépulture [v. 1273-1274]

#### Gisant et bouclier héraldique (Abbaye de Westminster)
Dimensions : longueur : 182 cm. largeur : 106 cm.
Description : Guillaume est représenté armé, les mains jointes. Sur son flanc, un écu porte ses armes que l'on retrouve alternées avec celles d'Angleterre. La base sur laquelle l'effigie repose était couverte d'un écartelé de ses armoiries et de celles du roi d'Angleterre. Cinq écus placés horizontalement au sud sur la basse moulure du coffre portent les armes de France, deux fois celles d'Angleterre, celles de Valence et celles de Lusignan,.
Matériau : cuivre, émail champlevé, doré
Atelier, production : Limoges, France.
La datation précise du gisant n'est pas déterminée. Il est possible qu'il fut réaliser dans les années 1273-1274, lors de la venue de Guillaume en Aquitaine. On le sait présent à Limoges en juillet 1274,.

#### Épitaphe
ANGLIA TOTA DOLES, MORITUR QUIA REGIA PROLES
QUA FLORERE SOLES, QUEM CONTINENT INFIMA MOLES
GUILIELMUS NOMEN INSIGNE VALENTIA PREBET,
CELSUM COGNOMEN, NAM TALE DARI SIBI DEBET.
QUI VALUIT VALIDAS, VINCENS VIRTUTE VALORE,
ET PLACUIT PLACIDUS SENSUS MORUMQUE VIGORE,
DAPSILIS ET HABILIS IN MOTUS, PELIA SECTANS,
UTILIS, AC HUMILIS, DEVOTUS, PRAMIA SPECTANS.
MILLEQUE TRECENTIS, CUM QUATUOR INDE RETENTIS,
IN MAII MENSE HUNC MORS PROPRIO FERIT ENSE.
QUIQUE LEGIS HAEC REPETE QUAM SIT VIA PLENA TIMORE,
MEQUE LEGE TE MORITURUM, ET INSCIUS HORAE.
O CLEMENS CHRISTI, COELOS INTRET PRECOR ISTE,
NIL VIDEAT TRISTE, QUIA PRETULIT OMNIBUS HISCE,.

## Sources et bibliographie

### Sources sigillographiques
- SIGILLA : base numérique des sceaux conservés en France, « Guillaume de Valence », sur sigilla.irht.cnrs.fr. [lire en ligne]